# Равів Вейденфелд
Равів Вейденфелд (нар. 12 жовтня 1970) — колишній ізраїльський тенісист.
Найвищу одиночну позицію світового рейтингу — 180 місце досяг 25 лютого 1991, парну — 243 місце — 9 вересня 1991 року.

## Титули на челленджерах

### Одиночний розряд: (1)
| Ранг | Рік  | Турнір            | Покриття | Суперник      | Рахунок       |
| ---- | ---- | ----------------- | -------- | ------------- | ------------- |
| 1.   | 1990 | Єрусалим, Ізраїль | Тверде   | Шахар Перкісс | 5–7, 6–4, 7–6 |

### Парний розряд: (1)
| Ранг | Рік  | Турнір        | Покриття | Партнер   | Суперники                     | Рахунок  |
| ---- | ---- | ------------- | -------- | --------- | ----------------------------- | -------- |
| 1.   | 1991 | Ґрац, Австрія | Ґрунт    | Ян Апелль | Маркус Неві Себастьєн Лебланк | 6–3, 6–3 |